# Bazilika sv. Duha, Firence
Bazilika Santo Spirito (cerkev sv. Duha) je cerkev v Firencah v Italiji. Običajno se imenuje preprosto Santo Spirito in stoji v četrti Oltrarno ob trgu z enakim imenom. Notranjost stavbe - notranja dolžina 97 metrov - je eden najpomembnejših primerov renesančne arhitekture

## Zgodovina

### Zgodnje obdobje
Zemljišče za avguštinsko cerkev in samostan sta Speziale in Acolti podarila priorju avguštinske ustanove v Arcetriju leta 1250 . Zemljišče jena južnem bregu reke  Arno v sesto (enem od šestih sestieri v Firencah) Oltrarno, znotraj mestnega obzidja 1173-1175 , vendar v redko poseljenem območju. Postalo je bolj dostopno z gradnjo mostu Svete Trojice (Ponte Santa Trinita) leta 1252. Avguštini so v istem letu začeli graditi cerkev in samostan , ki je v kompleks vključeval staro cerkev San Romolo. Prvotno je bila posvečena Mariji, vsem svetnikom in svetemu Duhu, ki se je do konca stoletja spremenila na Marijo, svetega Duha in Matija. 
Cerkve in samostani beraških redov so bili zgrajeni s finančno podporo komune, ki je leta 1267  zagotovila sredstva za Santo Spirito in še od leta 1292 do 1301.
Samostan Santo Spirito je postal središče znanstvenih dejavnosti in je bil leta 1284 priznan kot Studium Generale (srednjeveška univerza) avguštinskega reda . Prvo vladavina in ustava Avguštincev je leta 1287 ustanovila kapitelj reda s sedežem v Firencah ref>Hermits of St. Augustin, in catholic Encyclopaedia
http://www.newadvent.org/cathen /07281a.htm</ref>.
Hiše so bile kupljene leta 1301, da so pripravili javni trg pred cerkvijo - Piazza Santo Spirito. Cerkev je imela sedem oltarjev in številne družinske kapele. V naslednjih sto letih so zgradili še več kapel. Do sredine stoletja je bil Santo Spirito zelo kompleksen, vključno z velikim prvim križnim hodnikom. Freska Križanje in Zadnja večerja je naslikal Andrea Orcagna in njegova delavnica leta 1360.
Bratovščina Santa Maria delle Laude (laudese), posvečena Devici Mariji in njenemu čaščenju, je bila ustanovljena pred letom 1322. Nastopala je vsako leto za Binkošti, ko se praznuje spust svetega Duha k apostolom. Prav tako je bila vključena v dobrodelne namene: redovnica Simone Fidati da Cascia je upravljal laudese fundacijo hiše za nekdanje prostitutke. Leta 1333 je bilo že več kot petdeset žensk. 
Santo Spirito je bil povezan z zgodnjim humanizmom v Firencah. Ena od skupin, ki jo je vodil Bocaccio, se je tam srečala v letih 1360 in 1370. Po smrti leta 1375 je Bocaccio zapustil svojo knjižnico samostanu. V 1380-ih in zgodnjih 1390-ih se je krog humanistov dnevno srečeval v celici Luigija Marsilija (1342-94). Marsili je študiral filozofijo in teologijo na univerzah v Padovi in Parizu. Ko je prišel v stik z Petrarko v Padovi leta 1370, je kasneje postal Bocacciov prijatelj. V to skupino so vključili Coluccio Salutatija (1331-1406), kanclerja Firenc iz leta 1375. Kmalu je postal osrednja oseba kroga . Najpomembnejši izmed Salutatijevih učencev so bili Leonardo Bruni (1370-1444), bodoči kancler Firenc. Drugi član kroga je bil Niccolò de 'Niccoli, humanist in sodelavec Cosima de' Medici.
Santo Spirito je bil prizorišče več dramskih dogodkov v obdobju politične nestabilnosti v 1370-ih. Kot edino območje mesta, ki je bil na drugi strani Arna, je bil sieste (od leta 1343 četrt) Santo Spirito fizično in politično ločen od ostalih Firenc. Med prebivalci so bile nekatere izmed najpomembnejših in najstarejših družin mesta, kot so Capponi, Soderini in Frescobaldi, pa tudi najrevnejši nekvalificirani delavci. Ta politično eksplozivna mešanica je četrti dala svojo podobo ene najbolj pripravljenih za uporništvo.  Med najbolj senzacionalnimi političnimi atentati v zgodovini Republike Firence je bil umor Sandra da Quarata, uglednega člana frakcije Ricci, novembra 1370, ko je po maši zapuščal cerkev . V času Ciompijevega upora so 22. junija 1378 napadli samostan, vendar so ga obrambne sile zveste signoriji ubranile. zaslišanja zarotnikov, ki so bili aretirani 19. julija (pri zadnjem poskusu vlade, da bi uničila vstajo), kažejo, da je bil načrtovan upor izveden v štirih ločenih skupinah, pri čemer je bila največja (v kateri je sodelovalo tisoč mož) v cerkvi Santo Spirito. 
Po florentinski zmagi nad Milanom leta 1397 med drugo milansko vojno, na praznik svetega Avguština (28. avgusta) se je signoria odločila, da bo ponovno zgradila cerkev v čast svetniku in jo postavila pod pokroviteljstvo mesta. Kljub tej odločitvi se ni nič zgodilo do leta 1434, ko je operaj naročil pomoč Filippa Brunelleschija. Delo na novi cerkvi je počasi potekalo do marca 1471. V času Spusta svetega Duha, ki so ga organizirale  laudese  hvaležne v čast obisku Galeazzo Marije Sforze, je cerkev zajel požar in jo močno poškodoval skupaj z delom samostana. ref>Burke, p. 66</ref>

### Nova cerkev
Filippo Brunelleschi je začel načrtovati novo stavbo že leta 1428. Prvi stebri stavbe so bili zgrajeni leta 1446, deset dni pred njegovo smrtjo . Po njegovi smrti so delali njegovi sledilci Antonio Manetti, Giovanni da Gaiole in Salvi d'Andrea; slednji je bil odgovoren tudi za izgradnjo kupole.
V nasprotju z baziliko svetega Lovrenca, kjer Bruneleschijeve zamisli niso bile izvedene, so bile tukaj njegove ideje izvedene z določeno stopnjo zvestobe, vsaj v tlorisu in do ravni arkad . Latinski križ v tlorisu je zasnovan tako, da je povečal razločnost mreže. Kontrastu med ladjo in transeptom, ki je povzročil tako težavo pri sv. Lovrencu, se je tukaj izognil. Stranske kapele v obliki niš, ki so enake velikosti (40 vseh), potekajo vzdolž celotnega oboda prostora.
Brunelleschijeva fasada ni bila nikoli zgrajena in je ostala prazna. Leta 1489 so zgradili verando in osmerokotno zakristijo, ki sta jo oblikovala Simone del Pollaiolo, imenovan Il Cronaca, in Giuliano da Sangallo. V kapeli so odprli vrata, da bi jo povezali s cerkvijo.
Giantni Battista Caccini in Gherardo Silvani sta leta 1601 velikemu oltarju dodala baročni baldahin iz barvnega marmorja. Cerkev je ostala brez okrasja do 18. stoletja, ko so bili zidovi ometani. Notranja fasada je delo Salvija d'Andrea in ima še vedno prvotno vitrajno okno z Binkoštjo, ki ga je oblikoval Pietro Perugino. Zvonik (1503) je zasnoval Baccio d'Agnolo.
Zunanjost stavbe je bila obnovljena v letih 1977-78.

## Oltarji v kapelah
Cerkev ima 38 stranskih kapelic (in dve kapeli, ki sta bili dana na vrata), ki vsebujejo pomemben del umetniških del. Najpomembnejša je kapela Bini-Kaponi, v kateri stoji Sv. Monika, ustanoviteljica avguštinskih nun, slika Francesca Botticinija. V Corbinellijevi kapeli so dela Andrea Sansovina, Cosima Rossellija in Donnino ter Agnolo del Mazziera.
V kapelah transepta so oltarji Filippina Lipnija. Tudi v transeptu je kor, iz katerega so se markizi Frescobaldiji lahko udeležili obredov, ne da bi jih videle množice.
Zakristija, ki je dostopna skozi vrata v, kjer naj bi bila leva šesta kapela, pred katero je Simone del Pollaiola monumentalna veranda, je leta 1489 oblikoval Giuliano da Sangallo in ima osmerokotni tloris. Tu je nabožna slika Sv. Fiacre zdravi bolnega (1597), delo Alessandra Allorija (1596), ki jo je naročila Christina Lotarinška, žena vojvode Ferdinanda I. de 'Medici.

### Kapele in njihova umetniška dela
38 kapel in njihova umetniška dela so:[16] 
| stran | kapela                 | umetniško delo |
| ----- | ---------------------- | --- |
| Desno | 1 (ladja blizu fasade) | Disputa dell'Immacolata Concezione, Pier Francesco Foschi                                                                               |
| Desno | 2                      | Kopija Michelangelove Pietà (1549), Nanni di Baccio Bigio                                                                               |
| Desno | 3                      | St. Niccolò da Tolentino, Nanni Unghero; angeli Franciabigio                                                                            |
| Desno | 4                      | Izgon menjalcev denarja iz templja (1572), Giovanni Stradano                                                                            |
| Desno | 5                      | Kronanje Marije (c. 1694), Alessandro Gherardini                                                                                        |
| Desno | 6                      | Mučeništvo svetega Štefana (1602), Domenico Passignano                                                                                  |
| Desno | 7                      | Tobija in angel (1698), Giovanni Baratta                                                                                                |
| Desno | 9 (transept)           | preobrazba, Pier Francesco Foschi |
| Desno | 10 (transept)          | Madonna del Soccorso (15. stoletje) |
| Desno | 11 (transept)          | Oltar, Bernardo Buontalenti |
| Desno | 12 (transept)          | Marija z otrokom in svetniki in donatorjem družino Nerli (1488), Filippino Lippi                                                        |
| Desno | 13 (transept)          | Kopija Peruginijeve Privid Marije za svetega Bernarda, Felice Ficherelli                                                                |
| Desno | 14                     | Marmorni sarkofag (c. 1457), Antonio Rossellino                                                                                         |
| Desno | 15 (apsida)            | Marija s svetim Janezom evangelistsom in Hieronimom (zgodnje 16. stoletje)                                                              |
| Desno | 16 (apsida)            | Marija z otrokom in 4 svetniki (c. 1340), Maso di Banco                                                                                 |
| Desno | 18 (apsida)            | Mučeništvo desettisočih (1574), Alessandro Allori z oltarnim nastavkom Sveta Lucija z dvema angeloma (c. 1460), pripisano Neri di Bicci |
| Levo  | 1 (ladja)              | Vstajenje, Pier Francesco Foschi |
| Levo  | 2                      | Kopija Michelangelovega Kristusa (1579), Taddeo Landini                                                                                 |
| Levo  | 5                      | Marija, sv. Ana in drugi svetniki, Michele Tosini                                                                                       |
| Levo  | 8                      | kronana Marija s svetim Lovrencem, Giovanni Gualberto, Katarino in Bernardom, sledilci Fra Bartolomeo                                   |
| Levo  | 9 (transept)           | Pot na Kalvarijo, Michele Tosini; okno dvomeči Tomaž pripisano Bartolomeo di Giovanni                                                   |
| Levo  | 10 (transept)          | Kronana Marija s svetniki (1505), Raffaellino del Garbo z oltarnim nastavkom Sv. Lorenc daje miloščino, Jacopo del Sellaio              |
| Levo  | 11 (transept)          | Kronana Marija z angeli in sv. Sebastjanom in Nikolajem, Raffaellino del Garbo                                                          |
| Levo  | 12 (transept)          | Sveto Trojico častita sv. Katarina in Marija Magdalena (c. 1485), Francesco Granacci                                                    |
| Levo  | 13 (transept)          | Corbinellijev oltar (1492), Andrea Sansovino                                                                                            |
| Levo  | 14 (transept)          | Kronana Marija in otrok s svetniki (1482), Cosimo Rosselli, oltarni nastavek dvomeči Tomaž pripisan Neri di Bicci                       |
| Levo  | 15 (transept)          | Sv. Monika ustanovi red avguštinskih nun (1483) pripisan Botticini                                                                      |
| Levo  | 16 (transept)          | Marija in otrok s svetniki pripisan Raffaellino del Garbo                                                                               |
| Levo  | 15 (apsisa)            | Rojstvo, sledilci Domenico Ghirlandaio                                                                                                  |
| Levo  | 16 (apsida)            | Oznanjenje (pozno 15. stoletje) |
| Levo  | 18 (apsida)            | Kristus in odrasla oseba (1577), Alessandro Allori                                                                                      |

## MichelangelovoKrižanje
Michelangelo Buonarroti je, ko je bil star sedemnajst let, lahko opravljal anatomske študije na truplih iz samostanke bolnišnice; v zameno pa je izdelal leseno razpelo, ki je bilo postavljeno nad visokim oltarjem. Danes je Križanje v osmerokotni zakristiji, ki jo je mogoče doseči z zahodnega hodnika cerkve.

## Križni hodnik inCenacolo
Samostan je imel dva križna hodnika, imenovana Chiostro dei Morti in Chiostro Grande ("Hodnik smrti" in "Veliki hodnik"). Prvo ime je dobil zaradi velikega števila nagrobnih plošč, ki so krasijo njegove stene, in ga je leta 1600 zgradil Alfonso Parigi. Drugega je v klasičnem slogu zgradil Bartolomeo Ammannati leta 1564-1569.
Nekdanji samostan vsebuje tudi velik refektorij (Cenacolo di Santo Spirito) z veliko fresko, ki prikazuje Križanje nad fragmentarno Zadnjo večerjo, ki se pripisuje Andrei Orcagni (1360-1365). To je eden redkih primerov pozne gotske umetnosti, ki jo je še vedno mogoče videti v Firencah. Prostor ima tudi zbirko skulptur iz 11. do 15. stoletja, vključno z dvema nizkima reliefoma Donatella, visokim reliefom Jacopo della Quercia (Marija z otrokom) in dvema marmornatima skulpturama Tina da Camaina (1320-1322).

## Grobnice
- Paolo Uccello, in his father's tomb
- Niccolò de' Niccoli